# フランシス・ゲレーロ
フランシス（Francis）こと、フランシスコ・ハビエル・ゲレーロ・マルティン（Francisco Javier Guerrero Martín  ,  1996年3月11日 - ）は、スペイン・アンダルシア州マラガ県コイン出身のプロサッカー選手。プリメーラ・ディビシオンのレアル・ベティスに所属している。ポジションはDF。

## 来歴
2014年にレアル・ベティスのカンテラに入団。2015-16シーズンにセグンダ・ディビシオンB所属のBチームでプロデビュー。2016年2月21日のレアル・ハエン戦で、プロ初ゴールを記録。2017年3月15日に、正式にプロ契約を締結した。
2017年8月20日のカンプ・ノウでのFCバルセロナ戦で、プリメーラ・ディビシオン初出場。翌年3月17日のRCDエスパニョール戦で、トップリーグ初ゴールを決めた。